# Il blues del ragazzo bianco
Il blues del ragazzo bianco (The White Boy Shuffle) è il primo romanzo dello scrittore statunitense Paul Beatty del 1996. È un racconto satirico che inizia dai primi anni di scuola e arriva alla maturità del poeta e star del basket Gunnar Kaufman, autodefinitosi "negro demagogo". Il romanzo è stato notato dalla critica per il suo trattamento in chiave postmoderna del genere e della sessualità afroamericani oltre che alla razza.

## Trama
Nel prologo del libro, il lettore incontra il narratore, Gunnar Kaufman, un prolifico poeta afroamericano il cui libro di successo astronomico, Watermelanin, ha venduto 126 milioni di copie, portandolo allo status di "negro demagogo". Il prologo afferma che ciò che segue sono le memorie di Gunnar, "il campo di battaglia rimane di un disertore spaventato nella guerra eterna per la civiltà". Il romanzo si apre con un'indagine comica dell'albero genealogico di Gunnar, fatta partendo dalle storie che sua madre racconta a proposito della sua famiglia. A sua volta Gunnar intrattiene i suoi compagni di classe con le storie dei suoi antenati, uno dei quali, stando a quanto afferma Gunnar, schivò il proiettile che alla fine uccise Crispus Attucks nel massacro di Boston. Gunnar è un giovane ragazzo che cresce nella ricca e prevalentemente bianca Santa Monica, in California, con sua madre e le sue sorelle. Suo padre è un disegnatore di schizzi per il LAPD e vede raramente i suoi figli. Gli amici di Gunnar sono bianchi e lui trascorre il suo tempo libero combinando abbastanza guai da ottenere blandi ammonimenti dalla pattuglia di Santa Monica.
Quando Gunnar e le sue sorelle dicono alla madre che non vogliono frequentare un campo estivo tutto nero perché i bambini neri "sono diversi da noi", la signora Kaufman prepara immediatamente un trasloco e trasferisce la sua famiglia nel quartiere di Hillside, una comunità prevalentemente nera circondata da un muro di cemento che Gunnar descrive come "il ghetto". A Hillside, i bambini Kaufman incontrano uno stile di vita completamente diverso da quello a cui erano abituati a Santa Monica. Gunnar apprende nel modo più duro che le norme sociali a Santa Monica erano imperdonabili violazioni della corretta etichetta di Hillside, e subito dopo l'arrivo viene picchiato da una delle bande locali della zona, i Gun Totin Hooligans.